# 1948년 하계 올림픽 오스트리아 선수단
1948년 하계 올림픽 오스트리아 선수단은 영국 런던에서 개최된 1948년 하계 올림픽에 참가한 올림픽 오스트리아 선수단이다.

## 사격
남자
| 선수                    | 세부 종목    | 결선   | 결선      |
| 선수                    | 세부 종목    | 스코어 | 최종 순위 |
| 리하르드 보흐슬라브스키 | 50m 소총복사 | 575    | 58        |
| 안드레아스 크라프       | 50m 소총복사 | 581    | 50        |
| 에른스트 뵐             | 50m 소총복사 | 573    | 60        |

## 참고 자료
- (영어) “Austria at the 1948 London Summer Games”. SR/Olympic Sports. 2009년 4월 26일에 원본 문서에서 보존된 문서. 2011년 10월 13일에 확인함.